# 北卡爾頓 (明尼蘇達州)
北卡爾頓（英語：North Carlton）是位於美國明尼蘇達州卡爾頓縣的一個未組織地區。

## 地方資料
北卡爾頓的面積為329.63平方千米，當中陸地面積為324.42平方千米，而水域面積為5.20平方千米。根據2020年美國人口普查的數據，當地共有人口968人，而人口密度為每平方千米2.94人。